# Adutora Canindé
A Adutora Canindé é uma adutora que conecta as águas dos açudes São Mateus e Sousa Sua finalidade é de filtração, desinfecção e abasteciento de água potável para mais de 30.000 habitantes do município de Canindé.